# Stefan Ivanović
Stefan Ivanović (* 20. August 1986 in Podgorica) ist ein montenegrinischer Basketballtrainer und ehemaliger -spieler.

## Werdegang

### Spieler
Der Sohn von Duško Ivanović war Jugendnationalspieler von Serbien und Montenegro. In der Saison 2003/04 erhielt er bei Saski Baskonia zwei Kurzeinsätze in der Euroleague. 2004 wechselte er aus Spanien nach Freiburg im Üechtland zurück, wo er Teile seiner Jugend verbracht hatte, und wurde Spieler von Fribourg Olympic. Er nahm mit den Freiburgern auch am Europapokalwettbewerb FIBA Europe Cup teil.
In der Saison 2006/07 sowie von 2007 bis 2013 spielte er für verschiedene Vereine in der vierthöchsten spanischen Liga EBA. Im Frühjahr 2013 schloss er sich in Belgien der Mannschaft RBC Pepinster an.
2014 kehrte er mit seinem Wechsel nach Lugano in die Schweiz zurück. Anschließend spielte er in Küsnacht-Erlenbach und Nyon.

### Trainer
Ivanović betreute als Trainer die U23-Mannschaft des BBC Nyon, 2021 wurde er bei dem Schweizer Nationalligisten zum Trainer der ersten Mannschaft befördert. 2022 erreichte er mit Nyon im Schweizer Pokalwettbewerb das Endspiel, das man gegen Fribourg Olympic verlor.
Zur Saison 2024/25 wechselte Ivanović in den Trainerstab von Paris Basketball, wurde dort einer der Assistenten von Cheftrainer Tiago Splitter.